# Wijken en buurten in Venray
De Nederlandse gemeente Venray is voor statistische doeleinden onderverdeeld in wijken en buurten. De gemeente is verdeeld in de volgende statistische wijken:
- Wijk 00 Overige kernen (CBS-wijkcode:098400)
- Wijk 01 Venray (CBS-wijkcode:098401)

Een statistische wijk kan bestaan uit meerdere buurten. Onderstaande tabel geeft de buurtindeling met kentallen volgens het Centraal Bureau voor de Statistiek (2008):
| CBS-buurtcode | Buurtnaam         | Inwonertal | Opp. totaal (ha) | Opp. land (ha) | Ligging                |
| ------------- | ----------------- | ---------- | ---------------- | -------------- | ---------------------- |
| BU09840000    | Leunen            | 2200       | 1008             | 1007           | Locatie in de gemeente |
| BU09840001    | Heide             | 440        | 523              | 523            | Locatie in de gemeente |
| BU09840002    | Ysselsteyn        | 2170       | 3343             | 3337           | Locatie in de gemeente |
| BU09840003    | Merselo           | 1100       | 1707             | 1707           | Locatie in de gemeente |
| BU09840004    | Vredepeel         | 240        | 1826             | 1820           | Locatie in de gemeente |
| BU09840005    | Smakt             | 230        | 697              | 694            | Locatie in de gemeente |
| BU09840006    | Oostrum           | 2310       | 1002             | 981            | Locatie in de gemeente |
| BU09840007    | Oirlo             | 1190       | 949              | 945            | Locatie in de gemeente |
| BU09840008    | Castenray         | 800        | 978              | 949            | Locatie in de gemeente |
| BU09840009    | Veulen            | 500        | 1010             | 1010           | Locatie in de gemeente |
| BU09840101    | Venray-Centrum    | 1850       | 44               | 44             | Locatie in de gemeente |
| BU09840102    | Venray-Oost       | 2800       | 75               | 75             | Locatie in de gemeente |
| BU09840103    | Venray-West       | 3500       | 60               | 60             | Locatie in de gemeente |
| BU09840104    | Vlakwater         | 800        | 245              | 245            | Locatie in de gemeente |
| BU09840105    | Veltum            | 3740       | 139              | 139            | Locatie in de gemeente |
| BU09840106    | Brukske           | 5010       | 94               | 94             | Locatie in de gemeente |
| BU09840107    | Landweert         | 6540       | 153              | 153            | Locatie in de gemeente |
| BU09840108    | Smakterheide      | 780        | 288              | 288            | Locatie in de gemeente |
| BU09840109    | Brabander         | 950        | 438              | 435            | Locatie in de gemeente |
| BU09840110    | Sint Antoniusveld | 1940       | 57               | 57             | Locatie in de gemeente |